# FSV Martinroda
Der FSV Martinroda ist ein Fußballverein aus dem Ort Martinroda im Ilm-Kreis. Die Fußballer wurden 2018/19 Thüringer Landesmeister und stiegen 2019 erstmals in die NOFV-Oberliga, Staffel Süd, auf.

## Geschichte
In Martinroda wurde 1928 erstmals in einer Anzeigenblatt-Veröffentlichung das Fußballspiel eines S.V. Martinroda erwähnt. Sonst ist vor dem Zweiten Weltkrieg wenig bekannt. Auch in der DDR wurde nur unterklassig in der Kreisklasse gespielt. Ab etwa 1970 bis zur Wiedervereinigung spielte in Martinroda die BSG Traktor. Dann lag ab 1989 der Fußball völlig brach.

Vereinslogo FSV Martinroda 1997–2011

Erst 1997/98 startete der neugegründete FSV Martinroda in der 2. Kreisklasse mit Normen Fabig, Jan Fabig, Norbert Wolf, Bernd Kümmerling, Gunnar Schneider und Uwe Schmautz – sechs ehemaligen Leistungsträgern des Nachbarschaftsrivalen SV 08 Geraberg – durch. Zunächst belächelt aber zielstrebig, gelangen drei Aufstiege in Folge bis in die Bezirksliga (2000/01).
Für ein Jahr ging es 2002/03 zwar noch einmal in die Kreisliga zurück, postwendend glückte 2003 aber der Wiederaufstieg und nach vorderen Plätzen ging es 2009 für zwei Jahre in die Landesklasse. Die Plätze 5 (Staffel Ost, 2009/10) und 1 (Staffel Süd, 2010/11) brachten den Aufstieg des FSV Martinroda in die Thüringenliga (15., 9., 8., 6., 8., 7., 2., 1.). Mit dem Landestitel 2019 folgte erstmals der Aufstieg in die NOFV-Oberliga und 2020 der Sprung in das Landespokalfinale. Im Halbfinale hätte Martinroda eigentlich beim SV 1879 Ehrenhain antreten müssen. Doch weil Ehrenhain als Viertelfinal-Verlierer für den zurückgezogenen Regionalligisten FC Rot-Weiß Erfurt zur Auslosung kurzfristig nachrückte, legte Martinroda Beschwerde ein und forderte ein Freilos. Eine Vermerk in den Durchführungsbestimmungen des Thüringer Fußball-Verbandes, in dem im Abschnitt 4.1 festgelegt ist, dass eine Mannschaft, die aus dem Wettbewerb ausgeschieden ist, nicht mehr am Wettbewerb teilnehmen darf, brachte den FSV Martinroda kampflos in das Finale. In diesem unterlag der FSV jedoch dem FC Carl Zeiss Jena mit 2:8.

## Spielstätte
Der FSV Martinroda trägt seine Heimspiele im Sportpark Martinroda aus. Diese Spielstätte liegt in einem Kiefernwald am Ortsrand, verfügt über einen Rasen- und einen Kunstrasenplatz. Das Fassungsvermögen liegt bei 1500 Zuschauern. Der Kunstrasen verfügt über ein Flutlicht. Ein liebevoll ausgebautes modernes Funktionsgebäude mit eigener Sportlergaststätte befindet sich an einem hohen Hang oberhalb des Rasenplatzes.
Der Zuschauerrekord liegt bei 1100 Zuschauern. Die kamen am 2. September 2017 im Landespokalspiel des FSV Martinroda gegen den Drittligisten FC Rot-Weiß Erfurt (1:8). Zuvor lag der Rekord bei 780 Zuschauern, die am 29. August 2014 im Derby zwischen Martinroda und der SpVgg. Geratal Geschwenda-Geraberg (2:1) kamen. Beide Rivalen liegen nur vier Kilometer voneinander entfernt.

## Erfolge
Der FSV Martinroda stieg 2011 aus der Thüringer Landesklasse (7. Liga) in die Thüringenliga auf, wurde dort 2018/19 Landesmeister. 2019 bis 2022 spielte die Mannschaft in der fünfthöchsten deutschen Spielklasse, der NOFV-Oberliga, Staffel Süd. 2020 schaffte der Verein erstmals den Sprung in das Fußball-Landespokalfinale Thüringens.

## Abschluss-Tabellenstände (seit Neugründung 1997)

Benjamin Hertel (r.) wurde mit 37 Toren (2018/19) und 29 Treffern (2017/18) zweimal in Folge Torschützenkönig der Fußball-Thüringenliga

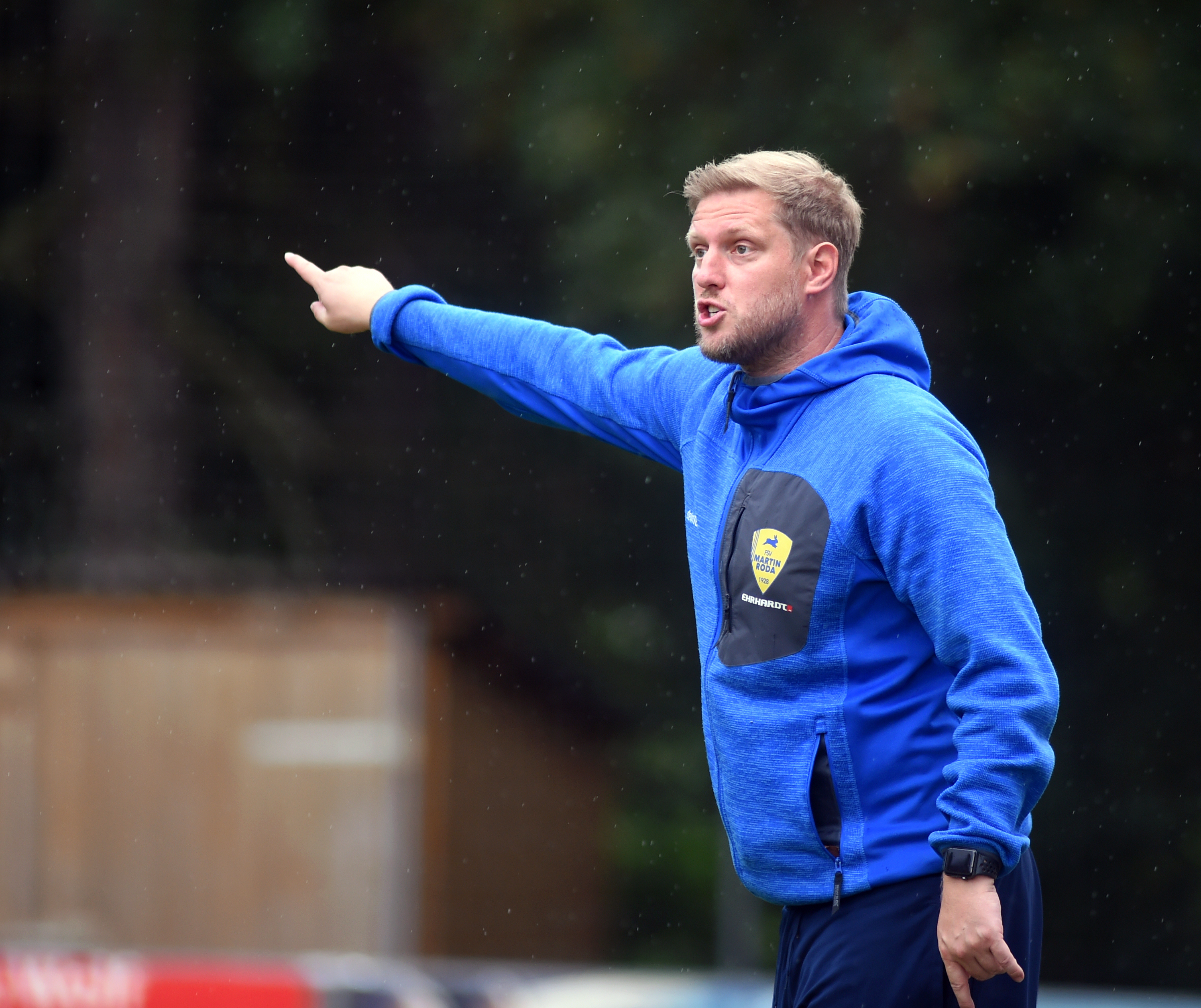
Robert Fischer war von 2017 bis 2020 Trainer des FSV Martinroda

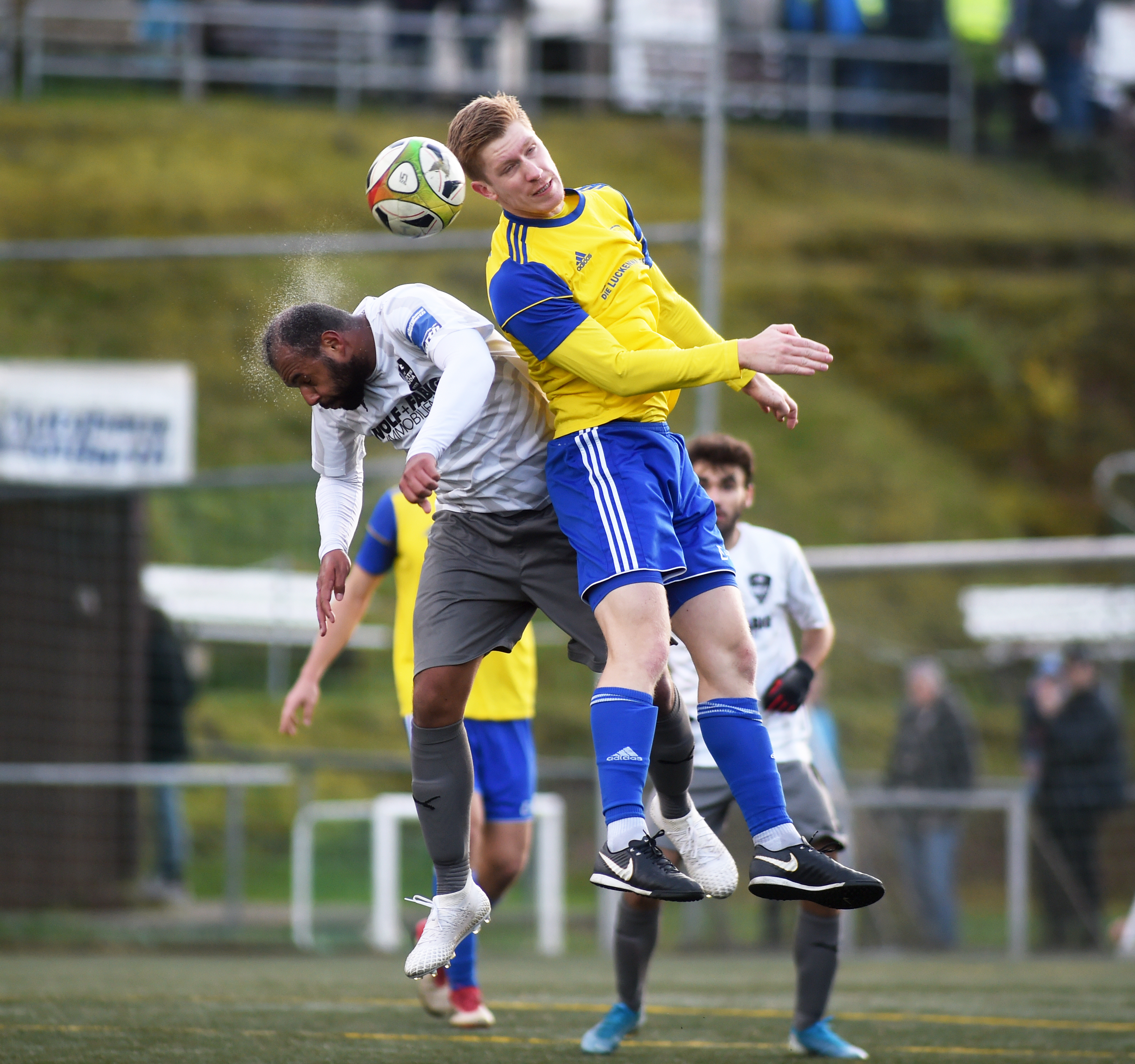
Marc Fernando (l.) spritzig vor Lukas Vierling beim 3:4 gegen Luckenwalde.

| Jahr    | Abschluss | Liga                                                          | Landespokal |
| ------- | --------- | ------------------------------------------------------------- | --- |
| 1997/98 | 01. ▲     | 2. Kreisklasse Ilm-Kreis – 10. Liga                           | |
| 1998/99 | 01. ▲     | 1. Kreisklasse Ilm-Kreis – 9. Liga                            | |
| 1999/20 | 01. ▲     | Kreisliga Ilm-Kreis – 8. Liga                                 | |
| 2000/01 |           | Bezirksliga, Staffel 2 – 7. Liga                              | |
| 2001/02 | 14. ▼     | Bezirksliga, Staffel 2 – 7. Liga                              | |
| 2002/03 | 01. ▲     | Kreisliga Ilm-Kreis – 8. Liga                                 | |
| 2003/04 | 09.       | Bezirksliga, Staffel 2 – 7. Liga                              | |
| 2004/05 | 07.       | Bezirksliga, Staffel 2 – 7. Liga                              | |
| 2005/06 | 16. ▼     | Landesklasse Ost – 6. Liga                                    | 1. Runde: Grün-Weiß Steinbach-Hallenberg (H) 2:3 |
| 2006/07 | 07.       | Bezirksliga, Staffel 2 – 7. Liga                              | |
| 2007/08 | 02.       | Bezirksliga, Staffel 2 – 7. Liga                              | |
| 2008/09 | 01. ▲     | Bezirksliga, Staffel 2 – 8. Liga (nach Spielklassenreform *1) | kein Start – Bezirkspokal Suhl, 2. Runde: ThSV Geschwenda (A) 2:3 |
| 2009/10 | 05.       | Landesklasse Süd – 7. Liga                                    | 1. Runde: SV 09 Arnstadt (H) 0:3 |
| 2010/11 | 01. ▲     | Landesklasse Ost – 7. Liga                                    | Qualifikationsrunde: TSV Bad Blankenburg (A) 1:3 |
| 2011/12 | 15.       | Thüringenliga – 6. Liga                                       | 2. Runde: ZFC Meuselwitz (H) 0:5, 1. Runde: VfB Pößneck (H) 1:0 |
| 2012/13 | 09.       | Thüringenliga – 6. Liga                                       | 2. Runde: SpVgg. Siebleben (A) 2:4, 1. Runde: Herpf/Helmershausen (A) 3:1 |
| 2013/14 | 08.       | Thüringenliga – 6. Liga                                       | 2. Runde: Wacker Nordhausen (H) 1:9, 1. Runde: 1. Suhler SV (A) 3:1 |
| 2014/15 | 06.       | Thüringenliga – 6. Liga                                       | 2. Runde: FC Motor Altenburg (A) 1:3, 1. Runde: Eintracht Hildburghausen (A) 3:1 |
| 2015/16 | 08.       | Thüringenliga – 6. Liga                                       | 2. Runde: SV Borsch (A) 1:2, 1. Runde: Eintracht Hildburghausen (A) 4:1 |
| 2016/17 | 07.       | Thüringenliga – 6. Liga                                       | 1. Runde: FC Einheit Rudolstadt (H) 1:2 |
| 2017/18 | 02.       | Thüringenliga – 6. Liga                                       | 2. Runde: FC Rot-Weiß Erfurt (H) 1:8, 1. Runde: FSV Kölleda (A) 6:2 |
| 2018/19 | 01. ▲     | Thüringenliga – 6. Liga                                       | 2. Runde: Lobenstein/Helmsgrün (A) 1:3, 1. Runde: SpVgg. Geratal (A) 2:0 |
| 2019/20 | 14. *2    | NOFV-Oberliga, Staffel Süd – 5. Liga                          | Finale FC Carl Zeiss Jena (A) Halbfinale: Freilos (Rückzug FC Rot-Weiß Erfurt), Viertelfinale: FSV 06 Ohratal (A) 1:0, Achtelfinale: SpVgg. Geratal (A) 2:0. 2. Runde: Grün-Weiß Gospenroda (A) 7:0, 1. Runde: Glücksbrunn Schweina (A) 4:1 |
| 2020/21 | 15. *3    | NOFV-Oberliga, Staffel Süd – 5. Liga                          | |
| 2021/22 | 18. ▼     | NOFV-Oberliga, Staffel Süd – 5. Liga                          | |
| 2022/23 | 11. ▼ *4  | Thüringenliga – 6. Liga                                       | |
| 2023/24 | 09.       | Kreisoberliga Mittelthüringen – 8. Liga                       | |
| 2024/25 | 10.       | Kreisoberliga Mittelthüringen – 8. Liga                       | |

*1 2008/09 wurde die 3. Liga zwischen 2. Bundesliga und Regionalliga eingeschoben.

*2 Quotientenregelung nach 18 von 30 Spieltagen, durch Corona-Abbruch der Saison März 2020

*3 Quotientenregelung durch Corona-Abbruch der Saison April 2021

*4 freiwilliger Rückzug in Kreisoberliga

## Personen
Bekannte Spieler
- Justus Six – seit Juni 2013 – ehemaliger Regionalliga-Spieler beim FC Rot-Weiß Erfurt, VfB Stuttgart II, VFC Plauen und FC Carl Zeiss Jena
- Michael Habichhorst – seit Juni 2013 – ehemaliger Regionalliga-Spieler des FC Rot-Weiß Erfurt
- David Vogt – seit Februar 2020 – ehemaliger Drittliga-Spieler beim FC Rot-Weiß Erfurt
- Jan Roschlaub – seit Februar 2020 – ehemaliger Drittliga-Spieler beim FC Rot-Weiß Erfurt
- Serdar Suliman – seit 2016 – ehemaliger U17-Auswahl-Kapitän Syriens
- Ibrahim El Hajj – seit August 2016 – ehemaliger U19-Auswahl-Spieler Libanon
- Marc Andris – seit Juni 2019 – ehemaliger Regionalliga-Spieler des FC Carl Zeiss Jena
- Tommy Müller – seit Juli 2018 – ehemaliger Regionalliga-Spieler FC Energie Cottbus II, Torgelower FC Greif, VFC Plauen, Germania Halberstadt, FC Bayern Hof (Bayernliga)

Trainer seit 2008
- Norbert Wolf – 2008/09
- Jan Thimm – 2009/10 – Oktober 2011
- Jens Schmidt – Oktober 2011 – 2012/13
- Andreas Greßler – 2013/14 – 2015/16
- Normen Fabig – 2016/17
- Robert Fischer – Juli 2017 – September 2020
- Heiko Nowak – 2020/21
- Robin Krüger – 2021/22[4]
- Julius Benkenstein – 2022[5]
- Dirk Keller/Sebastian Bach – 2022/23[6]
- Mike Eckardt – seit 2023